# Список керівників держав 848 року
Список керівників держав 848 року — це перелік правителів країн світу 848 року.
Список керівників держав 847 року — 848 рік — Список керівників держав 849 року — Список керівників держав за роками

## Європа
- Абхазьке царство — Теодозіо II (828—855)
- Айлех — Маел Дуїн мак Аеда (846—855)
- Айргіалла — Фогартайг мак Маел Бресал (835—850/852)
- Королівство Східна Англія — Етельверд (839/845-854)
- Королівство Астурія — Раміро I (842—850)
- Блатенське князівство — Прібіна (840—861)
- Перше Болгарське царство — Пресіан I (836—852)
- Брихейніог — Елісед ап Теудр (840—885)
- Волзька Болгарія — Айдар (815—855)
- Венеційська республіка — дож П'єтро Традоніко (836—864)
- Вессекс — Етельвульф (839—856)
- Візантійська імперія — Михаїл III (842—867)
  - Неаполітанське герцогство — Сергій I (840—864)
- Королівство Гвент — Ітел III (842—848); Меуріг ап Гівел (848—849)
- Гвікке — до 994 немає даних.
- Королівство Гвінед — Родрі II Великий (844—878)
- Перший король Шотландії — Кеннет I (843—858)
- конунґ данів — Горік I Старий (827—854)
- Дівед — міжцарствування. До 878 року невідомо.
- Конволл — король Мордаф ап Гопкін (830—850)
- Ірландія — верховний король Маел Сехнайлл мак Маел Руанайд (846—862)
- Кахетія — Самуїл Донаурі (839—861)
- Італія:
  - Князівство Капуанське — Ландо I (843—861)
- Королівство Кент — Етельвульф (839—856)
- Кордовський емірат — Абдаррахман II (822—852)
- Король Італії Лотар I (818—855)
  - Князівство Беневентське — Радельхіз I (839—851)
  - Герцогство Гаета — Костянтин (839—866)
  - Сполетське герцогство — Гі I (842—859)
  - Герцогство Фріульське — Ебергар (846—863)
- Ленстер — Лоркан мак Келлайг (838—851)
- Мерсія — Беортвульф (840—852)
- Морганнуг — Ріс ап Артфел (825—856)
- Коннахт — Фіннснехте МакТоммалтайг (843—848); Конхобар МакТайдг Мойр (848—882); Мугрон МакМаел Котайд (848—872) — співправитель
- Критський емірат — Умар I (828—855)
- Мунстер — Олхобар мак Кінеда (847—851)
- Королівство Наварра — Ініго I (824—851/852)
- Німеччина:
  - Герцогство Баварія — Людовик II Німецький (829—865)
  - Архієпископ Зальцбурга — Ліупрам (836—859)
  - Герцогство Саксонія — Людольф (840—866)
- Королівство Нортумбрія — Етельред II (844—848); Осберт (848—867)
- Королівство Повіс — Кінген II (808—854)
- Сейсіллуг — Дівнуал ап Артен (807?—850?)
- Стратклайд — Думнагуал ап Кінан (816—850)
- Улад — Матудан мак Муйредайг (839—857)
  - Конайлле Муйрхемне — Маел Брігте мак Спелайн (824—869)
  - Ві Ехах Кобо — Кернах мак Брессайл (825—853)
- Король Міде — Маел Сехнайлл мак Маел Руанайд (845—862)
- Велика Моравія — князь Ростислав (846—870)
- Західне Франкське королівство — Карл II Лисий (843—877)
- Середнє Франкське королівство — Лотар I (843—855)
- Східне Франкське королівство — Людовик II Німецький (843—876)
  - Графство Арагон — Галіндо I Аснарес (844—867)
  - Герцогство Аквітанія — Піпін II Молодший (843—852)
  - Герцогство Васконія — герцог Санш II (836—852)
  - Бретонська марка — Номіное (831—851; від 845 — герцогство)
  - Графство Мен — Гозберт дю Мен (839—849)
  - Графство Тулуза — Вільгельм II (844—849)
  - Урхельське графство — Галіндо I Аснарес (844—867)
- Хозарський каганат — Ісаак I (840—860)
- Швеція — Улоф I Бйорнссон (845—854/855)
- Святий Престол; Папська держава — папа римський Лев IV (847—855)
- Вселенський патріарх — Ігнатій (847—858)
  - Тбіліський емірат — Ісхак ібн Ісмаїл (833—853)

## Азія
- Близький Схід:
  - Багдадський халіфат — Аль-Мутеваккіль (847—861)
    - Вірменський емірат — Мухаммед ібн Халід аш-Шейбані (845—849)
    - Дербентський емірат — під владою хозар (797—869)
    - Зіядіди — Мухаммед ібн Зіяд (818—859)
    - Яфуриди — Яфур ібн Абд-ар-Рахман аль-Хівалі аль-Хім'ярі (847—872)
- Індія:
  - Західні Ганги — Егеганга Неєтімарга I (843—870)
  - Гуджара-Пратіхари — Міхіра Бходжа I (836—885)
  - Камарупа — Ванамалавармадева (832—855)
  - самраат Кашмірської держави Аджітапіда (840—842/850); Анангапіда (842/850-845/853)
  - Імперія Пала — Девапала (810—850)
  - Династія Паллавів — Нандіварман III (825—869)
  - Держава Пандья — Шрімара Шріваллабха (815—862)
  - Раджарата — раджа Сена I (846—866)
  - Раштракути — Амогаварша (814—878)
  - Саканбарі — нріпа Чандрараджа II (836—863)
  - Східні Чалук'ї — Вішну-вардхан V (847—849)
  - Чандела — володар Даджхауті Вакпаті (845—865)
  - Чола — Віджаялая Чола (848—871)
- Індонезія:
  - Матарам — Ятініграт (838—850)
  - Шривіджая — Балапура-дева (832—850)
- Китай:
  - Династія Тан — Сюань-цзун (846—859)
- Тибет:
  - володар Західнотибетського царства Одсрун (842—893)
  - володар Центральнотибетського царства Юмдан (842—875)
- Наньчжао — Мен Цюаньфен'ю (823—859)
- Корея:
  - Об'єднана Сілла — ісагим (король) Мунсон (839-857)
  - Пархе — тійо Тейджин (830—857)
- Паган — король П'їнбу (846—876)
- Персія:
  - Тахіриди — Тахір II (845—862)
- Середня Азія:
  - Киргизький каганат — Ін-у Ченмін-хан (847—867)
  - Уйгурський каганат — каган Енянь-каган (846—848). Під натиском киргизів уйгури відкочували на південь в Східний Туркестан.
- Кхмерська імперія — Джаяварман II (802—850)
- Японія — Імператор Німмьо (833—850)

## Африка
- Аксумське царство — Дегнажен (837—856)
- Аббасиди — Аль-Мутеваккіль (847—861)
  - Берегвати — Юнус ібн Іл'яс (842—888)
  - Некор (емірат) — Саліх II ібн Саїд (803—864)
- Ідрісиди — Алі I ібн Мухаммад (836—848); Ях'я I ібн Мухаммад (848—864)
- Макурія — Йоанн (між 822 і 850)
- Мідрариди — Мідрар ібн Яса (824—867)
- Рустаміди — Афлах ібн Абд аль-Ваххаб (823—872)

## Північна Америка
- Царство К'анту — К'ан III (830—849)